# Xã Rome, Quận Davison, Nam Dakota
Xã Rome (tiếng Anh: Rome Township) là một xã thuộc quận Davison, tiểu bang Nam Dakota, Hoa Kỳ. Năm 2010, dân số của xã này là 237 người.